# 93P/Lovas
La Cometa Lovas 1, formalmente 93P/Lovas, è una cometa periodica appartenente alla famiglia delle comete gioviane. La cometa è stata scoperta il 5 dicembre 1980 dall'astronomo ungherese Miklós Lovas, ma nessun altro astronomo od astrofilo la confermò; fu riosservata solo al successivo passaggio al perielio quando fu riscoperta dall'astrofilo giapponese Tsutomu Seki il 7 luglio 1989.